# Rinnoviamo il Progetto Europeo della Romania
Il Rinnoviamo il Progetto Europeo della Romania (in romeno Reînnoim Proiectul European al Românieil, REPER) è un partito politico rumeno, nato nel 2022 da una scissione dell'Unione Salvate la Romania.

## Storia
Nel 2018 l'ex primo ministro rumeno Dacian Cioloș fondò il Partito della Libertà, dell'Unità e della Solidarietà che, dopo aver fatto parte dal 2019 al 2021 della coalizione Alleanza 2020 USR PLUS, nell'aprile 2021 si fuse al partito alleato dell'Unione Salvate la Romania (USR).
Il 1º ottobre 2021 Cioloș fu eletto nuovo presidente dell'USR. La maggior parte dei membri della dirigenza nominati nel corso del congresso del partito, tuttavia, faceva capo alla piattaforma che aveva sostenuto la candidatura del precedente presidente dell'USR Dan Barna.
Nel febbraio 2022 Cioloș sottopose all'approvazione dell'ufficio nazionale il proprio programma per il biennio 2022-2023, che prevedeva profonde modifiche allo statuto. Il 7 febbraio la dirigenza dell'USR si espresse contro il documento programmatico (14 voti contrari e 11 favorevoli), evento che lo spinse a rassegnare le proprie dimissioni da presidente.
Criticando le scelte della dirigenza, il 31 maggio 2022 Cioloș e altri quattro europarlamentari (Ramona Strugariu, Dragoș Pîslaru, Alin Mituța e Dragoș Tudorache) annunciarono l'addio all'USR e la nascita di un nuovo partito chiamato Rinnoviamo il Progetto Europeo della Romania (REPER). Secondo gli scissionisti l'USR era macinato da lotte interne, che avevano causato l'allontanamento dalla propria ideologia e che stavano portando il partito verso l'irrilevanza politica.
Il 2 giugno fu presentata al tribunale di Bucarest la richiesta di iscrizione al registro dei partiti politici, mentre Dragoș Pîslaru e Ramona Strugariu assunsero ad interim l'incarico di co-presidenti, fino alla celebrazione del primo congresso. Cioloș decise di non rivestire alcun ruolo dirigenziale.
Al 27 giugno 2022 si erano iscritti a REPER otto deputati e due senatori provenienti dai gruppi parlamentari dell'USR. Tra le altre personalità vicine a Cioloș, vi aderì anche l'ex ministro della salute Ioana Mihăilă.
Il 7 maggio 2023 il congresso confermò le nomine alla presidenza per Pîslaru e Strugariu.
Alle elezioni locali del 9 giugno 2024 REPER sostenne la candidatura dell'indipendente Nicușor Dan a sindaco di Bucarest e conseguì quattro seggi in seno al consiglio generale municipale della capitale rumena. A livello nazionale i risultati furono in generale modesti e sotto l'1%. Alle contemporanee elezioni europee il 3,7% fu insufficiente a ottenere l'elezione di eurodeputati. Dopo il voto Dacian Cioloș dichiarò che si sarebbe ritirato dall'attività politica in seno al partito.
Per le elezioni presidenziali del 2024 REPER non presentò un proprio candidato, ma annunciò il sostegno a quello dell'Unione Salvate la Romania, Elena Lasconi. Alle elezioni parlamentari il partito costituì un'alleanza con altre formazioni minori (Volt, DEMOS, Movimento Noi Ploieștenii e ACUM), che parteciparono alla competizione con la sigla di REPER. Le trattative per una coalizione con USR e SENS non portarono a risultati concreti. Con un'agenda europeista e progressista, allo scrutinio del 1º dicembre 2024 REPER conseguì l'1,24% alla camera dei deputati e l'1,37% al senato, sotto la soglia di sbarramento del 5%.
In conseguenza del deludente risultato il presidente Dragoș Pîslaru annunciò che si sarebbe fatto indietro, mentre il 7 dicembre l'ufficio elettorale respinse un ricorso in cui REPER chiedeva l'annullamento delle elezioni, sulla falsariga di quanto accaduto alle presidenziali del 2024.

## Risultati elettorali
| Elezione          | Elezione     | Voti    | %    | Seggi   |
| ----------------- | ------------ | ------- | ---- | ------- |
| Europee 2024      | Europee 2024 | 334.703 | 3,74 | 0 / 33  |
| Parlamentari 2024 | Camera       | 114 223 | 1,24 | 0 / 331 |
| Parlamentari 2024 | Senato       | 126.408 | 1,37 | 0 / 134 |